# 7169 Linda
7169 Linda este un asteroid din centura principală de asteroizi.

## Descriere
7169 Linda este un asteroid din centura principală de asteroizi. A fost descoperit pe 4 octombrie 1986 la Stația Anderson Mesa de Edward L. G. Bowell. El prezintă o orbită caracterizată de o semiaxă mare de 2,25 ua, o excentricitate de 0,20 și o înclinație de 4,8° în raport cu ecliptica.